# وودویل (ویرجینیا)
وودویل (به انگلیسی: Woodville) یک منطقهٔ مسکونی در ایالات متحده آمریکا است که در شهرستان راپاناک، ویرجینیا واقع شده‌است.